# Stuibenfall (Niederthai)

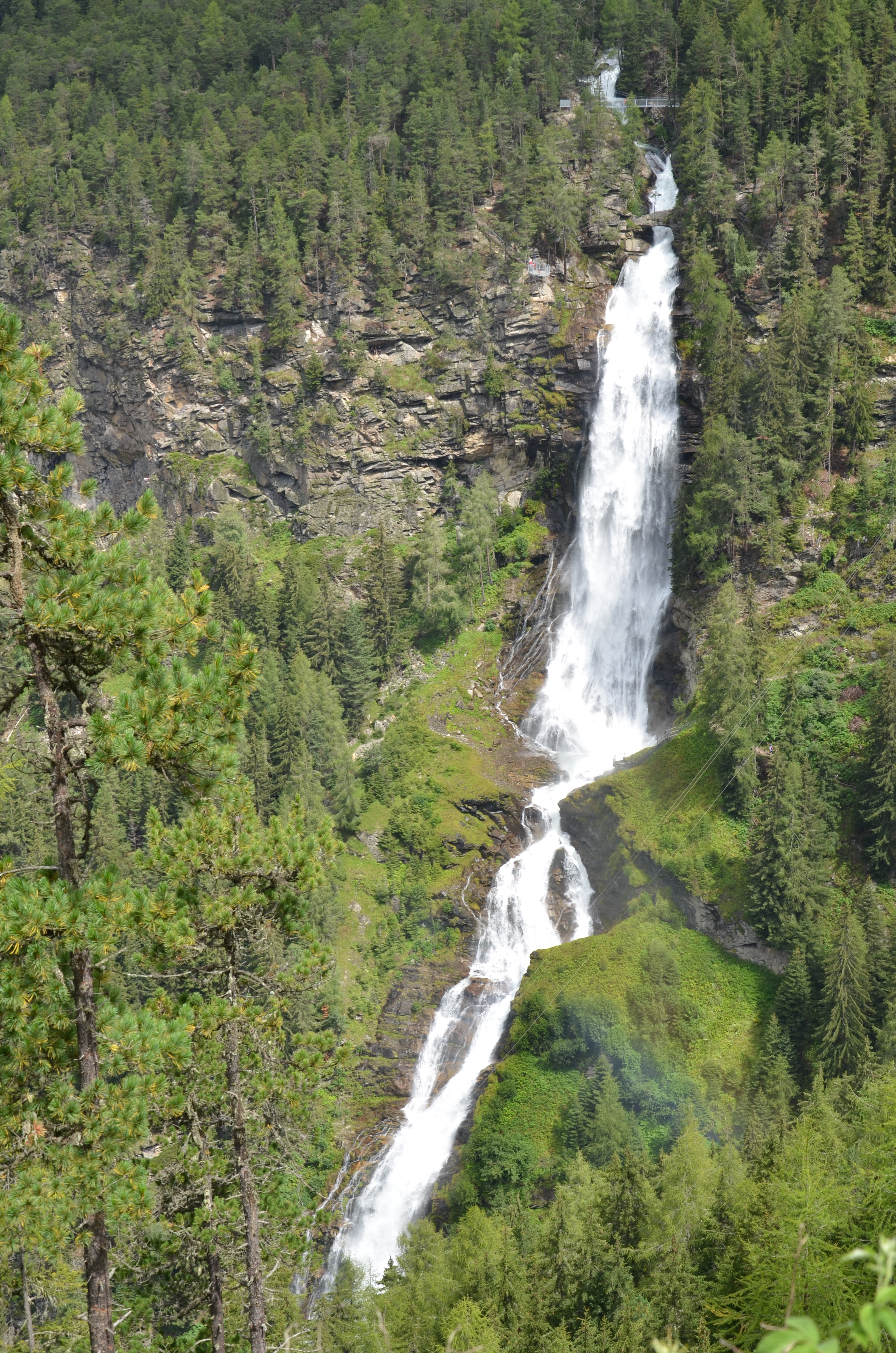
Stuibenfall in zwei Kaskaden

Der Stuibenfall ist ein Wasserfall im Tiroler Bezirk Imst im Weiler Niederthai der Gemeinde Umhausen.
Der Stuibenfall ist mit 159 Metern Fallhöhe (in zwei Stufen) der höchste Wasserfall Tirols. Im Durchschnitt fließen 610 Liter Wasser pro Sekunde, maximal 2.000 Liter pro Sekunde, über die Felsenkante in die Tiefe. Da der Bachlauf zu großen Teilen aus dem Schmelzwasser vom Zwieselbach- und Grastalferner gespeist wird, hat er im Sommer die größte Wasserführung.

## Entstehung
Beim Einsturz des Bergmassivs bei Köfels vor ungefähr 7000 v. Chr. türmte sich auf der gegenüberliegenden Seite der heutige Tauferberg auf. Dieser staute den Horlachbach, und es bildete sich ein großer See. Das Wasser nagte sich in den Felsen, von dem der heutige Stuibenfall fällt, ein kleiner Rest des abgetragenen Massivs ist als natürliche Brücke erhalten geblieben. Auch sind noch die Reste des Sees als Uferterrassen in Niederthai erkennbar.

## Ausbau als Touristenattraktion
Der Wasserfall ist mit Wanderwegen und Gastronomie als Touristenattraktion gut erschlossen, seit 2007 auch mit einer Hängebrücke ganz oben und fünf verteilten Aussichtsplattformen. Die Plattformen sind teilweise an so exponierten Stellen angelegt, dass das „Stuiben“ (Stäuben) direkt erlebt werden kann. Seit 2008 gibt es auch noch einen 450 Meter langen, familienfreundlichen Klettersteig, der im letzten Teil den Wasserfall quert. Während der Sommermonate wird der Wasserfall an einem Abend in der Woche beleuchtet.

## Stuibenfallweg 2016
Nach einem Felssturz mit tödlichen Folgen musste die ursprüngliche Wanderroute für die Öffentlichkeit gesperrt werden. Nach zweijähriger Bauzeit führt nun eine Stahlkonstruktion mit 728 Stufen und einer 80 Meter langen Hängebrücke zu den Aussichtsplattformen und nach Niederthai. Die offizielle Eröffnung fand am 21. Mai 2016 statt. Zumindest die obere Infotafel zeigte im Sommer 2017 noch die alte Führung (wie hier abgebildet).

## Bildergalerie

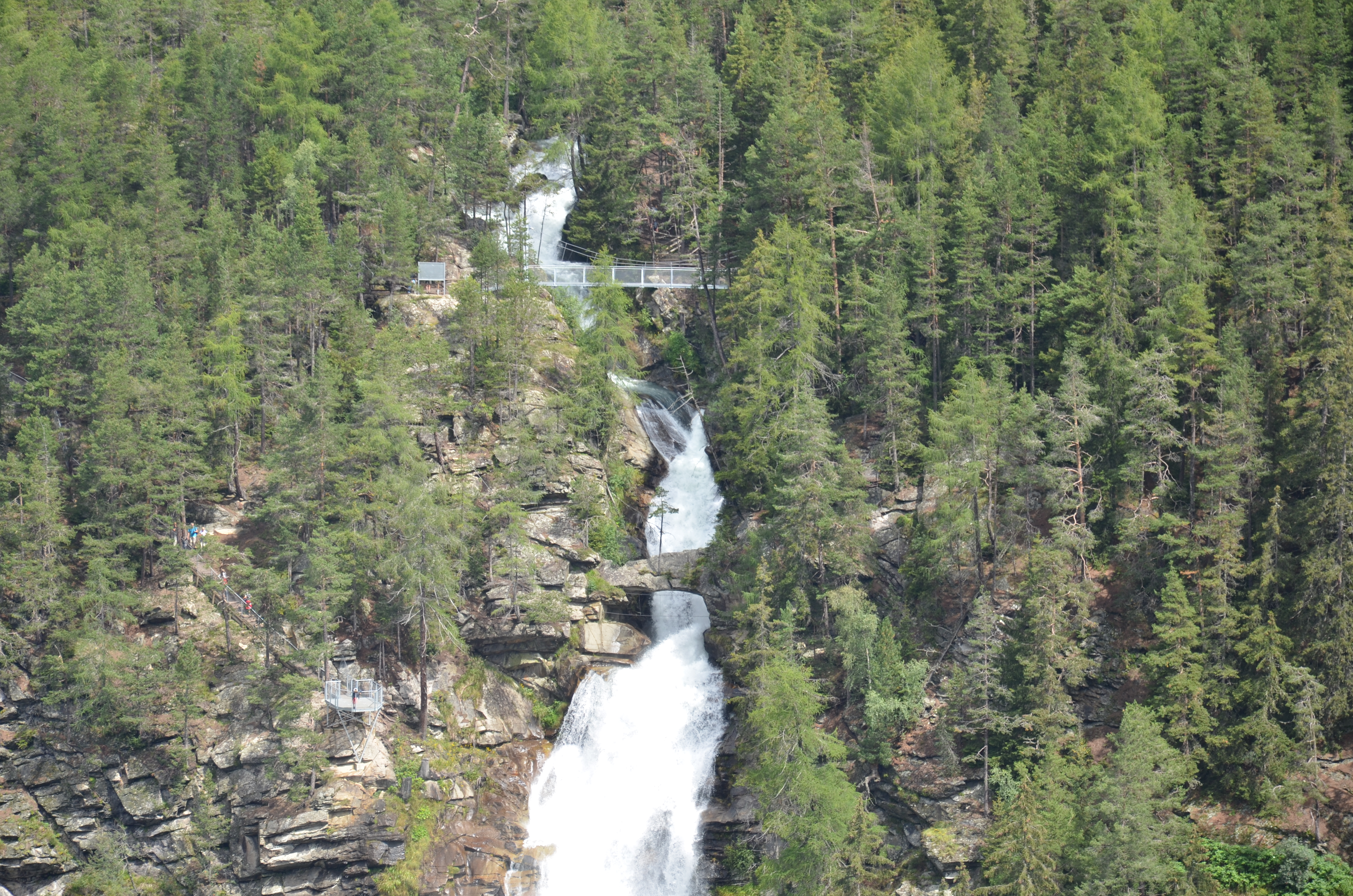
Beginn mit Felsbrücke, Aussichtsplattform und Hängebrücke
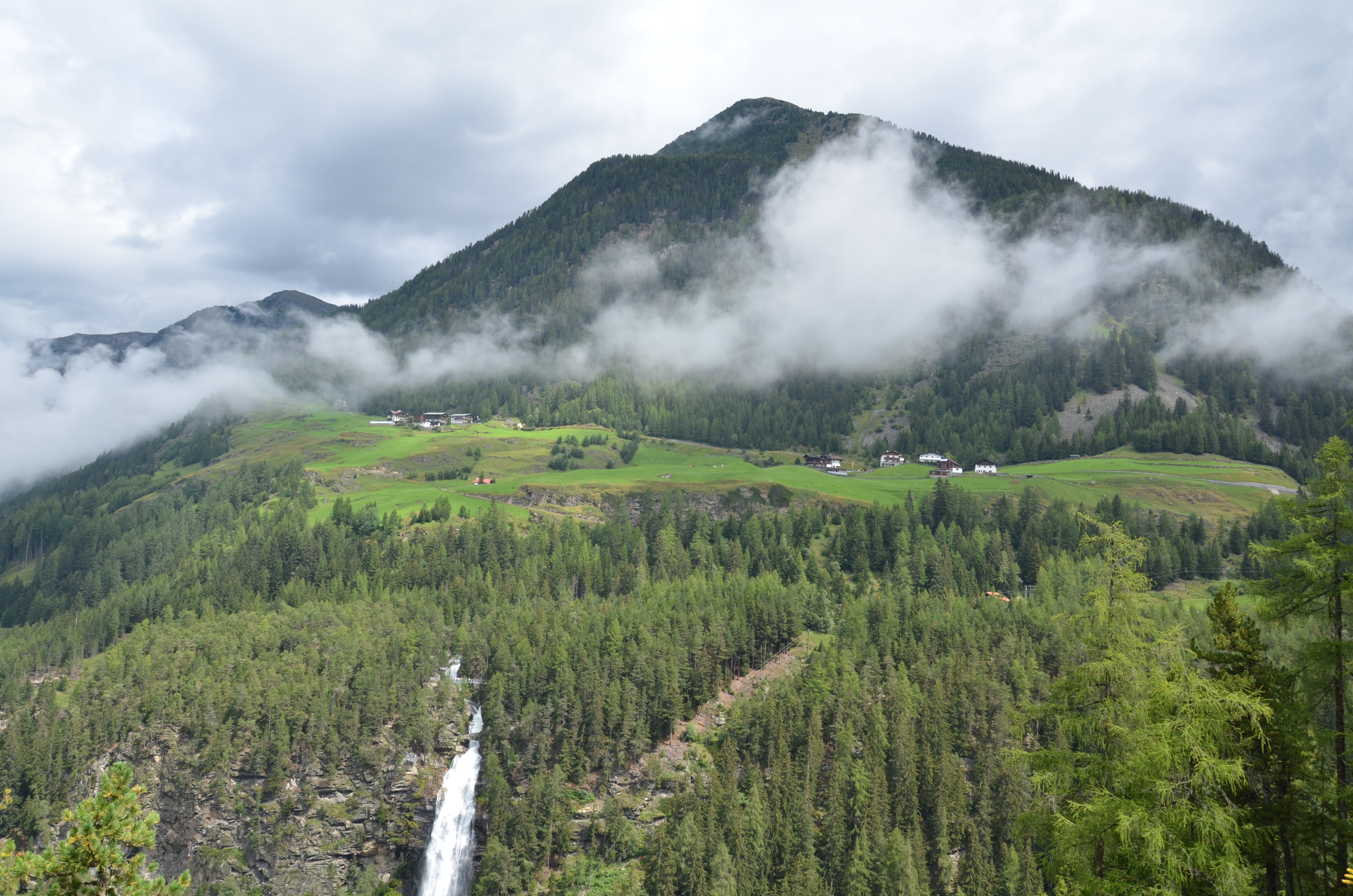
Niederthai mit dem Beginn des Wasserfalls
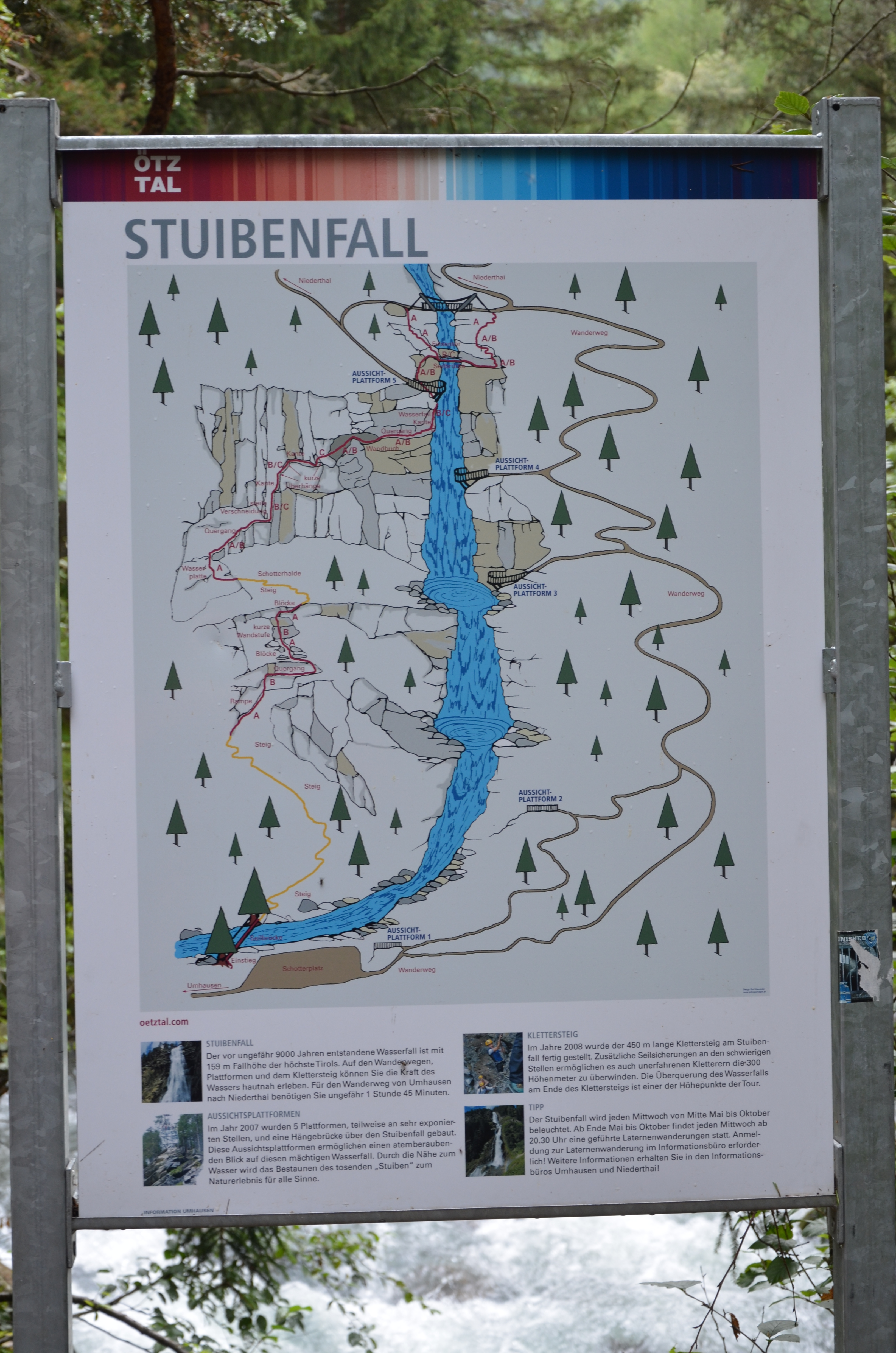
Hinweistafel zu Wasserfall, Wanderwegen, Plattformen und Klettersteig
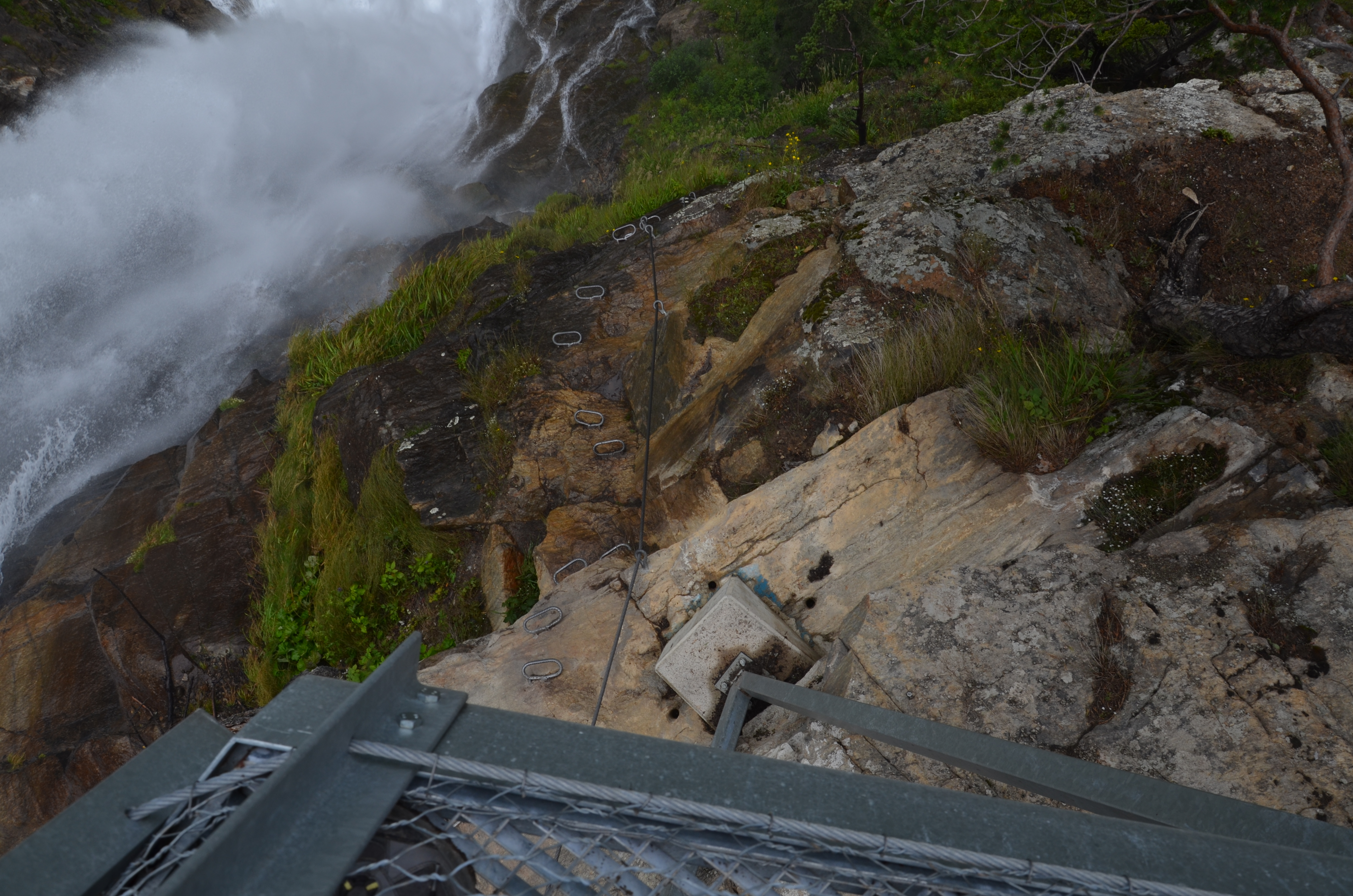
Verlauf des Klettersteiges unterhalb der ersten Plattform
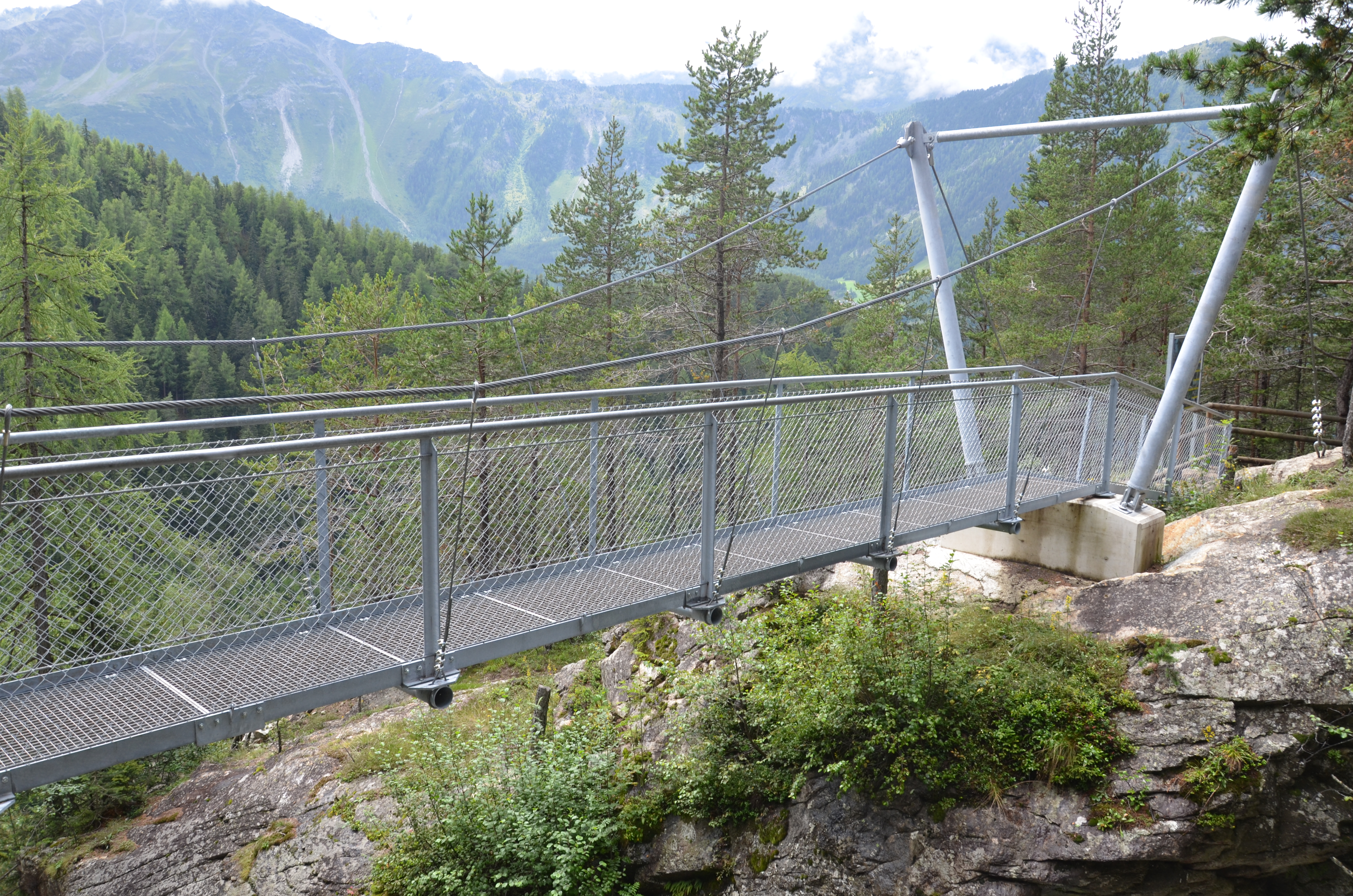
Hängebrücke oberhalb des Wasserfalls
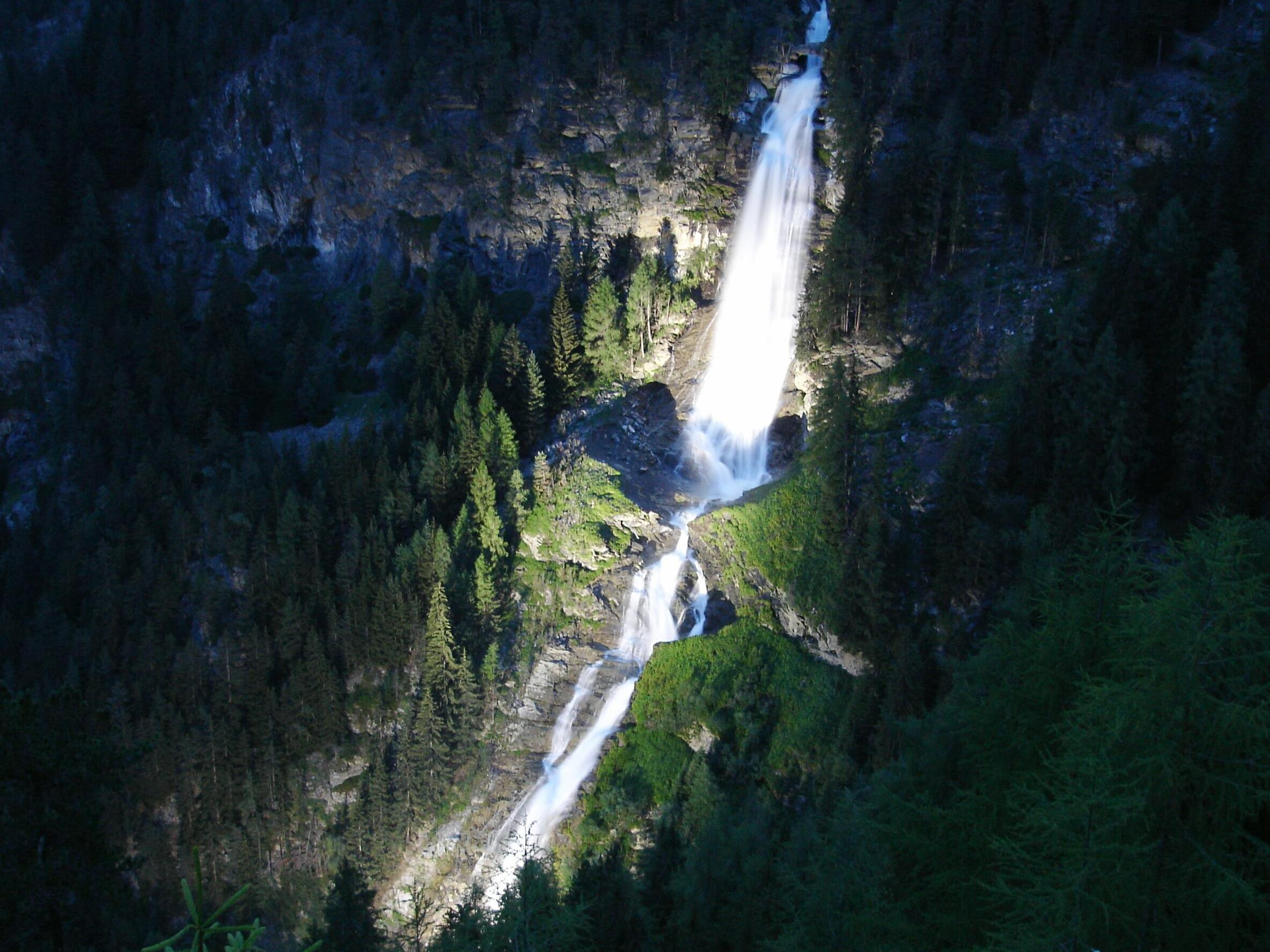
Beleuchteter Stuibenfall bei Nacht
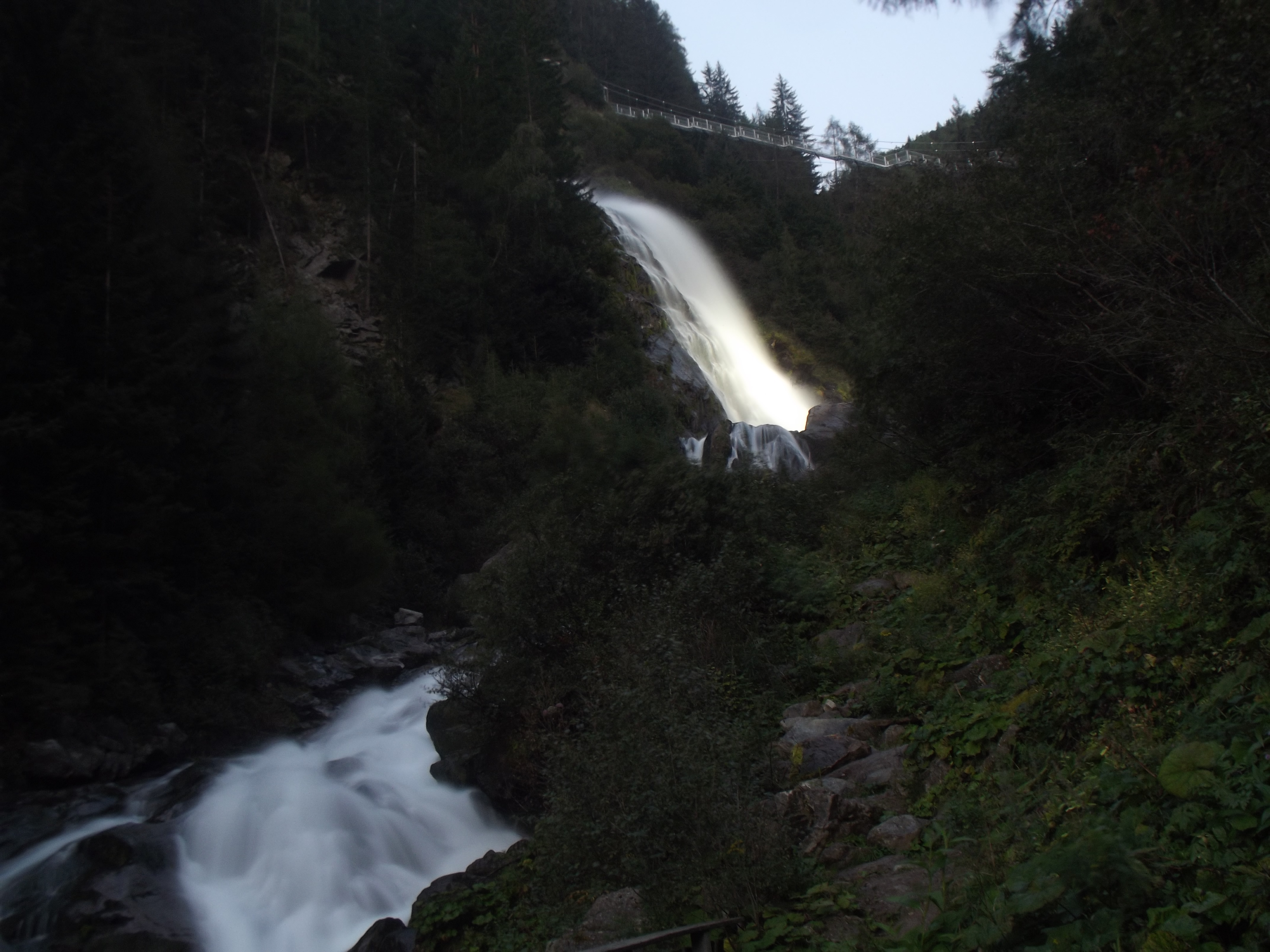
Beleuchteter Wasserfall in der Dämmerung mit der neuen Hängebrücke im Hintergrund
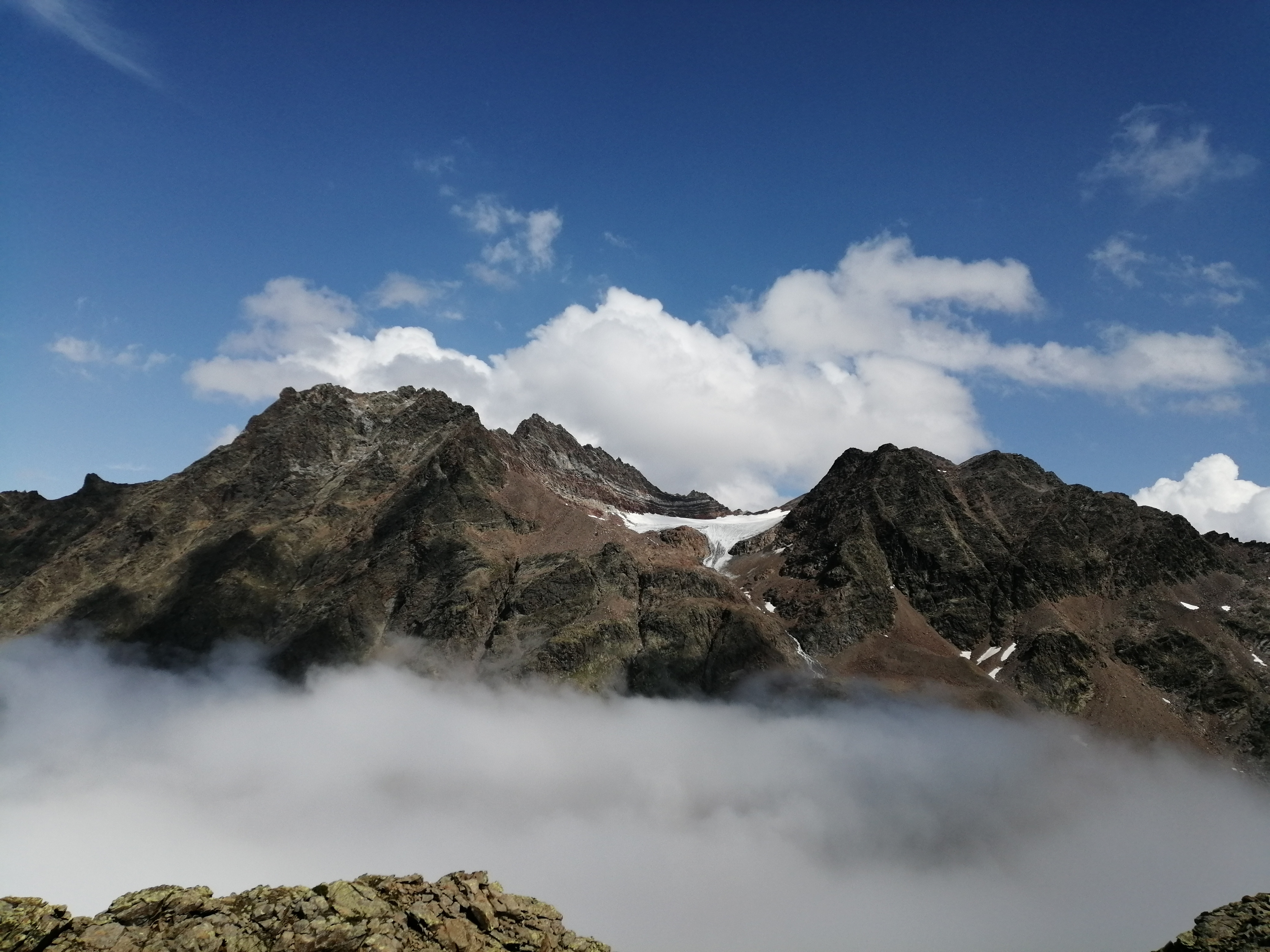
Vom Grastalferner wird der Stuibenfall gespeist